# モノポール (ワイン)

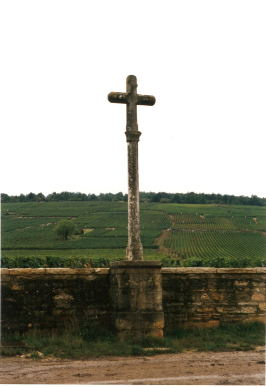
著名なモノポールであるロマネ・コンティ。ドメーヌ・ド・ラ・ロマネ・コンティが所有している。

ワイン用語としてのモノポール（仏: monopole）は、単独のワイン生産者により所有管理されているブドウ畑（単独所有畑）のことである。

## 概要
モノポールは特にブルゴーニュワインに多く見られる。15世紀頃にブルゴーニュの畑は貴族に所有されることが多かったが、フランス革命を経てナポレオン法典が制定されると、長子単独相続から均等相続に変わったことでブドウ畑が細かく分割されるようになった。そのため、現代においてもひとつの畑を複数の生産者が所有することが多く、単独所有されるブドウ畑は希少である。

## 代表的なモノポール
以下に代表的なモノポールの畑を挙げる。

### ブルゴーニュ
| 区画名                                                            | 格付け           | 所在地                     | 所有者                             |
| ----------------------------------------------------------------- | ---------------- | -------------------------- | ---------------------------------- |
| シャブリ グラン・クリュ ラ・ムートンヌ                            | グラン・クリュ   | シャブリ                   | アルベール・ビショ                 |
| リュショット・シャンベルタン クロ・デ・リュショット               | グラン・クリュ   | ジュヴレ・シャンベルタン   | アルマン・ルソー                   |
| ロマネ・コンティ                                                  | グラン・クリュ   | ヴォーヌ・ロマネ           | ドメーヌ・ド・ラ・ロマネ・コンティ |
| ラ・ターシュ                                                      | グラン・クリュ   | ヴォーヌ・ロマネ           | ドメーヌ・ド・ラ・ロマネ・コンティ |
| ラ・ロマネ                                                        | グラン・クリュ   | ヴォーヌ・ロマネ           | コント・リジェ・ベレール           |
| ラ・グランド・リュ                                                | グラン・クリュ   | ヴォーヌ・ロマネ           | フランソワ・ラマルシュ             |
| ラ・グランド・リュ                                                | グラン・クリュ   | ヴォーヌ・ロマネ           | フランソワ・ラマルシュ             |
| コルトン・クロ・デ・コルトン                                      | グラン・クリュ   | ラドワ                     | フェヴレー                         |
| シュヴァリエ・モンラッシェ クロ・デ・シュヴァリエ                 | グラン・クリュ   | ピュリニー・モンラッシェ   | ジャン・シャルトロン               |
| フィサン 1er クロ・ナポレオン                                     | プルミエ・クリュ | フィサン                   | ピエール・ジェラン                 |
| ジュヴレ・シャンベルタン 1er クロ・デ・ヴァロワイユ               | プルミエ・クリュ | ジュヴレ・シャンベルタン   | ドメーヌ・デ・ヴァロワイユ         |
| モレ・サン・ドニ 1er クロ・ド・ラ・ビュシエール                   | プルミエ・クリュ | モレ・サン・ドニ           | ジョルジュ・ルーミエ               |
| ヴージョ 1er クロ・ブラン・ド・ヴージョ                           | プルミエ・クリュ | ヴージョ                   | ドメーヌ・ド・ラ・ヴージュレー     |
| ヴォーヌ・ロマネ 1er クロ・デ・レア                               | プルミエ・クリュ | ヴォーヌ・ロマネ           | ミシェル・グロ                     |
| ニュイ・サン・ジョルジュ 1er クロ・ド・ラ・マレシャル             | プルミエ・クリュ | ニュイ・サン・ジョルジュ   | J.F.ミュニエ                       |
| ニュイ・サン・ジョルジュ 1er クロ・ド・ラルロ                     | プルミエ・クリュ | ニュイ・サン・ジョルジュ   | ドメーヌ・ド・ラルロ               |
| ニュイ・サン・ジョルジュ 1er クロ・デ・フォレ・サン・ジョルジュ   | プルミエ・クリュ | ニュイ・サン・ジョルジュ   | ドメーヌ・ド・ラルロ               |
| ボーヌ 1er クロ・デ・ズルスル                                     | プルミエ・クリュ | ボーヌ                     | ルイ・ジャド                       |
| ボーヌ 1er クロ・サン・ランドリ                                   | プルミエ・クリュ | ボーヌ                     | ブシャール                         |
| ポマール 1er クロ・デ・ゼプノー                                   | プルミエ・クリュ | ポマール                   | コント・アルマン                   |
| ヴォルネイ 1er クロ・ド・ラ・ブス・ドール                         | プルミエ・クリュ | ヴォルネイ                 | ラ・プス・ドール                   |
| ヴォルネイ 1er クロ・デ・デュック                                 | プルミエ・クリュ | ヴォルネイ                 | マルキ・ダンジェルヴィユ           |
| ピュリニー・モンラッシェ 1er クロ・ド・ラ・ムシェール             | プルミエ・クリュ | ピュリニー・モンラッシェ   | ジャン・ボワイヨ                   |
| ジヴリー 1er クロ・サロモン                                       | プルミエ・クリュ | ジヴリー                   | ガルダン・ペロット                 |
| ジュヴレ・シャンベルタン クロ・ド・ラ・ジュスティス               | 村名             | ジュヴレ・シャンベルタン   | ピエール・ブレ                     |
| シャンボール・ミュジニー クロ・デュ・ヴィラージュ                 | 村名             | シャンボール・ミュジニー   | アントナン・ギュイヨン             |
| ヴォーヌ・ロマネ クロ・ド・ラ・フォンテーヌ                       | 村名             | ヴォーヌ・ロマネ           | A.F.グロ                           |
| ムルソー クロ・ド・ラ・バール                                     | 村名             | ムルソー                   | コント・ラフォン                   |
| ブルゴーニュ・オート・コート・ド・ニュイ クロ・サン・フィリベール | 地域名           | オート・コート・ド・ニュイ | メオ・カミュゼ                     |

### 他の地域
| 区画名                                        | 地域     | 所在地         | 所有者             |
| --------------------------------------------- | -------- | -------------- | ------------------ |
| シャトー・グリエ                              | ローヌ   | コンドリュー   | フランソワ・ピノー |
| サヴィニエール クロ・ド・ラ・クレ・ド・セラン | ロワール | サヴィニエール | ニコラ・ジョリー   |